# Hans Hartmann (alpinista)
Hans Hartmann, detto "Achoo-choo" o "Hatschi" (Berlino, 22 giugno 1908 – Nanga Parbat, 14 giugno 1937), è stato un alpinista e fisiologo tedesco, fu un abile alpinista delle Alpi, nella spedizione che tentò nel 1931 di scalare la cima del Kangchenjunga, il terzo monte della Terra per altezza (8.579 m.), ma trovò la morte nella spedizione alpinistica tedesca al Nanga Parbat del 1937.

## Biografia
Nacque a Berlino il 22 giugno 1908 e trascorse una giovinezza felice nella casa dei suoi genitori. Amava allenarsi nella palestra che il padre aveva allestito per lui e mettere alla prova la sua straordinaria forza fisica e agilità nella ginnastica, che in seguito avrebbe dimostrato in montagna. Già durante gli anni della scuola aveva una vasta cerchia di amici che erano attratti non solo dai suoi scherzi esuberanti, ma anche dalla sua visione profonda e seria della vita. Nell'autunno del 1927 Hans Hartmann giunse a Monaco di Baviera dopo aver studiato medicina per tre semestri a Berlino. Dedicava interamente il suo tempo libero alla montagna e ben presto venne accolto nella cerchia degli amici dell'Associazione Accademica Alpinistica di Monaco di Baviera (Akademischer Alpenverein München) (AAVM), sezione Bayerland. Il suo spirito combattivo e la sua eccellente forma fisica gli consentirono ben presto di affrontare e conquistare le arrampicate più difficili su roccia e ghiaccio. Nella primavera del 1929 scalò il Pizzo Bernina attraverso il Biancograt insieme a Karl Wien e altri amici in condizioni invernali. Con difficoltà, la squadra riuscì a sfuggire alla tempesta che li aveva colti di sorpresa sulla cresta. Hans Hartmann subì gravi congelamenti ai piedi. La notte seguente, il suo amico Karl Wien gli massaggiò incessantemente i piedi per rinvigorirli. Ma invano, a Monaco di Baviera si dovette ricorrere all'asportazione chirurgica dell'avampiede e del metatarso su entrambi i lati. Una lunga malattia e una amara rinuncia sembravano essere il suo destino. Per alcuni, una simile disabilità fisica li avrebbe tenuti lontani per sempre dalle montagne. Ma in Hans Hartmann emerse una forza di volontà indomabile che superò ogni debolezza.
Solo un anno dopo era di nuovo alla guida di tour di arrampicata sulle Dolomiti della Val Gardena e si ricorda la memorabile festa di Pentecoste sul Passo Sella, dove suonò una canzone serale con la sua tromba per i suoi compagni che dovevano bivaccare sulla Cima Cinque Giornate. Tra i suoi numerosi viaggi dell'estate 1930, è particolarmente degna di nota la scalata dello spigolo nord del Pizzo Badile. Ma preferiva soprattutto le montagne solitarie del gruppo del Samnaun e in questo periodo riuscì per la prima volta in solitaria a superare completamente la cresta principale del Samnaun.
Durante la spedizione tedesca sul Kangchenjunga nel 1931 di Paul Bauer, divenne chiaro che Hans Hartmann era uno degli scalatori più meritevoli per i grandi compiti dell'Himalaya. Nonostante i frenetici preparativi, poco prima di partire per l'India completò l'esame di stato in medicina a Monaco. Nel settembre del 1931 si trovava fianco a fianco con l'amico Karl Wien sul punto più alto raggiunto sullo sperone nord-orientale del Kantsch, a 7.700 m. "Sì, Karlo, chi ha mai forgiato le montagne insieme come noi?" Raccontò l'esperienza di quei giorni nel suo diario. Il "diario di Kantsch", pubblicato da Karl Wien, è un ricordo di un'amicizia che trovò il suo compimento sul Nanga Parbat nel 1937. In questa spedizione, nonostante le grandi difficoltà tecniche, condusse studi fisiologici d'alta quota, i cui risultati fornirono nuove intuizioni fondamentali sulla capacità dell'organismo umano di adattarsi alle condizioni di vita ad alta quota.
Conseguì il dottorato con lode a Würzburg con la tesi "Ricerche fisiologiche sperimentali sulla spedizione tedesca nell'Himalaya del 1931". Seguirono anni di intenso lavoro scientifico, che lo portarono a contatto con i più importanti ricercatori del suo campo, con i quali mantenne un vivace scambio di idee nonostante la giovane età. Nel 1934 venne nominato presso l'Istituto di ricerca medica aeronautica del Ministero dell'Aeronautica del Reichstag.
Hans Hartmann, che nel frattempo aveva conseguito la licenza per il volo libero in aeroplani e in mongolfiera, trovò nel giovane ramo della scienza della medicina aeronautica un campo di lavoro particolarmente adatto alla sua natura. Era come pochi altri che riuscirono a colmare il divario tra la ricerca scientifica esatta in laboratorio e la conoscenza pratica sugli aerei o in alta montagna. Un'autocritica severa e una grande modestia nella presentazione dei propri successi, unite a una chiara obiettività e a un'instancabile meticolosità, erano caratteristiche dell'opera di Hans Hartmann. Poco prima della sua partenza per il Nanga Parbat aveva completato la sua tesi di abilitazione. Nel gennaio 1937 divenne consigliere governativo.
Durante questi anni di lavoro, poté tornare nelle montagne solo per brevi vacanze. Ancora una volta salì da solo sulla cresta innevata del Biancograt fino al Bernina. Si sentiva sempre più attratto dalle montagne che gli avevano procurato tanta sofferenza e che tuttavia gli avevano procurato la più grande esperienza di lotta e amicizia.
Così rimase fedele a se stesso e al suo grande desiderio quando nel 1937 seguì la chiamata di Karl Wien al Nanga Parbat. Per lui la decisione di partire fu probabilmente la più difficile di tutte, poiché lasciava a casa la moglie e i due figli. 
Morì nel giugno di quell'anno stesso travolto da una valanga di neve e ghiaccio.

## Carriera alpinistica
Numerose ascensioni difficili su roccia, ghiaccio e invernali nella regione del Monte Bianco, Alpi Bernesi e Bregaglia:
- 1927 Prima ascensione al Campanile Alto-Westkante, IV+, 600 HM, 2.937 m, (Brenta);
- 1928 Ascensione al Schüsselkarspitze-Südwand "Spindler-Führe", V+/A0, 2.538 m, (Wetterstein);
- 1929 Ascensione invernale al Piz Bianco-Biancograt, 3.998 m, (Bernina)
- 1930 Prima circumnavigazione (in solitaria) Valle di Samnaun, (Silvretta);
- 1930 Ascensione con gli sci al Piz Palü, 3.901 m, (Bernina);
- 1930 Ascensione con gli sci al Monte della Disgrazia, 3.678 m, (Bregalla);
- 1930 Salita al Totenkirchl, 2.193 m, (Wilder Kaiser);
- 1931 Partecipò alla seconda spedizione tedesca nell'Himalaya al Kangchenjunga (salita al "Sporngipfel", 7.700 m), (Pakistan);
- 1937 Partecipò alla spedizione alpinistica tedesca al Nanga Parbat[4].

## Scritti
Hans Hartmann, "Destinazione Nanga Parbat", editore Fraktur, Berlino, 1944. Consiste in una breve descrizione tratte dal diario della spedizione himalayana del 1937 e pubblicata dopo la sua morte.